# Snäppfisk
Snäppfisk (Macroramphosus scolopax), en fisk i ordningen rörnosade fiskar, som också omfattar bland andra sjöhästar. Snäppfisken har karakteristiskt förlängd nos.

## Utseende
Snäppfisken är en tämligen liten fisk, maxlängden är 20 cm, även om den vanligtvis inte blir mycket större än 12 cm. Kroppen är långsträckt, och den har en karakteristisk lång nos med en liten mun i spetsen. De unga fiskarna är silvriga, medan de vuxna individerna är ljusröda på ovansida och sidor. Buken är ljus, och fenorna gula. Ryggfenans andra taggstråle (framifrån räknat) är mycket lång, och kan fällas bakåt.

## Vanor
Ungfiskarna är pelagiska, medan de vuxna fiskarna lever nära botten på ett djup mellan 50 och 600 m. Ungfiskarna lever främst av hoppkräftor, medan de vuxna djuren lever av olika ryggradslösa bottendjur.

## Utbredning
Arten finns i kustnära tempererade och subtropiska hav i stora delar av världen. I östra Atlanten finns den från norra Nordsjön och Skagerrak, via Medelhavet till Afrika, i västra Atlanten från Maine i USA till Argentina, och i Stilla havet från Sydkinesiska havet till Japan.